# OpenIndiana
OpenIndiana项目的目标是继续开发和发行OpenSolaris。该项目隶属于Illumos基金会。由于Oracle宣布不再发行OpenSolaris，该项目被建立以为OpenSolaris继续其更新。